# Охацу
Охацу (яп. お初, Ohatsu) або Охацу но Ката (яп. お初の方, Ohatsu-no-kata, ? 1570 — 30 вересня 1633) — відома особа періоду Сенґоку. Після смерті чоловіка в 1609 році, Охацу залишалася активною в політиці.
Охацу мала близькі родинні зв'язки з кланами Тойотомі і Токуґава, і по суті була посередником між суперниками. Вона виступала в ролі сполучної ланки до 1615 року, коли клан Токуґава усунув клан Тойотомі.
Коли вона вийшла заміж за свого кузена Kyōgoku Такацугу в 1587 році, він був даймьо в провінції Омі, тримаючи для Тойотомі Оцу замок. На той час[коли?], Такацугу був фундаєм (спадковим васалом) Тойотомі зі зарплатою від 60 000 коку в рік. Після 1600 року васальна відданість Такацугу була передана Токугава, за що його винагородили маєтком Обама в провінції Вакаса, а також йому було збільшено дохід 92 000 коку в рік.
Зміна стану чоловіка також мала вплив на життя Охацу. Вцілілі книги-записи продавців предметів розкоші дають розуміння меценатства й смаку.

## Генеалогія
Охацу була другою з трьох доньок Адзая Наґамаса. Її мати Оїті була молодшою сестрою Оди Нобунаґа.
Старша сестра Охацу, Йодо (також відома як Чача), була наложницею та другою дружиною Тойотомі Хідейосі й матір'ю Тойотомі Хідейорі.
Молодша сестра Охацу, Ейо (також відома як Оґо), була головною дружиною сьогуна Токуґава Хідетада і матір'ю його наступника Ієміцу.
У 1587 (Tensho 15), Охацу одружилась із Кьоґоку Такацугу. Її прийомний син, Кьоґоку Тадатака став його спадкоємцем, (Тадатака був сином Такацугу і його наложниці). Після смерті чоловіка в 1609 році, вона померла у Нодзен-дзан Дьоко-дзі (яп. 凌霄山常高寺), буддійському монастирі біля маєтку Обама, узявши ім'я Дзоко-ін (яп. 常高院, Jōkō-in). Її могила знаходиться в храмі. Хоча клан Кьоґоку переїхав в Ідзумо-Мацує через рік після смерті могила Охацу за її бажаннями залишилася непорушною.

## Літератури
- Brinkley, Frank and Dairoku Kikuchi. (1915). A History of the Japanese People from the Earliest Times to the End of the Meiji Era. Chicago: Encyclopædia Britannica Co.OCLC 413099
- Hickman, Money L., John T. Carpenter and Bruce A. Coats. (2002). Japan's Golden Age: Momoyama. New Haven: Yale University Press. ISBN 978-0-300-09407-7; OCLC 34564921
- Papinot, Edmond. (1906) Dictionnaire d'histoire et de géographie du japon. Tokyo: Librarie Sansaisha. Nobiliaire du japon (abridged version of 1906 text).